# William Rathje
William Laurens Rathje (1 de julho de 1945 - 24 de maio de 2012) foi um arqueólogo americano. Ele foi professor emérito de antropologia na Universidade do Arizona, com nomeação conjunta com o Bureau of Applied Research in Anthropology, e foi professor consultor de ciências antropológicas na Universidade de Stanford. Ele foi o diretor de longa data do Tucson Garbage Project, que estudou tendências em descartes por meio de pesquisas de campo em Tucson, Arizona, e em aterros sanitários em outros lugares, sendo pioneiro no campo agora conhecido como garbologia.